# Anatole Novak
Anatole Novak (La Mure, 12 de febrer de 1937 - 5 gener 2022) va ser un ciclista francès que va córrer entre 1956 i 1972. Era conegut amb el sobrenom del gegant de La Mure.
Va participar en 10 edicions del Tour de França, aconseguint una victòria el 1961, sent gregari de Jacques Anquetil, Lucien Aimar, Roger Pingeon i Luís Ocaña.
Durant la seva carrera aconseguí 15 victòries, destacant una etapa al Tour de França i una altra a la Volta a Espanya.
El 5 de gener de 2022, Novak morí al municipi de Pierre-Châtel, a l'edat de 84 anys.

## Palmarès
- 1960
  - Vencedor d'una etapa al Critèrium del Dauphiné Libéré
  - Vencedor d'una etapa al Tour de l'Aude
- 1961
  - Vencedor d'una etapa al Tour de França
  - 1r al Critèrium de Rium
- 1962
  - 1r del Premi de Gap
- 1963
  - Vencedor d'una etapa al Tour de l'Oise
- 1964
  - 1r del Premi d'Ambert
  - Vencedor d'una etapa a la París-Niça
- 1965
  - 1r al Tour de l'Hérault
- 1966
  - 1r a la París-Luxemburg
  - 1r del Premi de Saint-Vallier
  - Vencedor d'una etapa a la Volta a Catalunya
- 1967
  - 1r al Circuit dels Boucles del Sena
- 1969
  - 1r del Premi de Toury, de Sévignac
- 1970
  - Vencedor d'una etapa de la Volta a Espanya

### Resultats al Tour de França
- 1961. Abandona (10a etapa). Vencedor d'una etapa
- 1962. 76è de la classificació general
- 1963. 59è de la classificació general
- 1964. 81è de la classificació general
- 1965. 66è de la classificació general
- 1966. Abandona (16a etapa)
- 1967. Abandona (8a etapa)
- 1968. 50è de la classificació general
- 1969. Abandona (6a etapa)
- 1970. Abandona (10a etapa)

### Resultats a la Volta a Espanya
- 1963. 19è de la classificació general
- 1968. 49è de la classificació general
- 1970. 55è de la classificació general. Vencedor d'una etapa

### Resultats al Giro d'Itàlia
- 1964. 63è de la classificació general
- 1966. 70è de la classificació general

## Enllaços generals
- Palmarès d'Anatole Novak Arxivat 2016-03-03 a Wayback Machine. (italià)
- Palmarès d'Anatole Novak (neerlandès)